# Hunter's Walk
Hunter's Walk was een Britse politieserie geproduceerd in 39 afleveringen van 1973 tot 1976.
In deze serie zijn de belevenissen te zien van de politiemensen in een politiebureau in een klein stadje in Northamptonshire

## Rolverdeling
- Davyd Harries ... Sgt. Ken Ridgeway (39 afleveringen, 1973-1976)
- Ewan Hooper ... Det. Sgt. Smith (39 afleveringen, 1973-1976)
- Charles Rea ... PC Harry Coombes (39 afleveringen, 1973-1976)
- Duncan Preston ... PC Fred Pooley (38 afleveringen, 1973-1976)
- David Simeon ... Det. Con. Mickey Finn (38 afleveringen, 1973-1976)
- Ruth Madoc ... Betty Smith (37 afleveringen, 1973-1976)